# باريس تورز 1974
باريس تورز 1974 هو سباق دراجات هوائية، وهو الموسم رقم 68 من باريس تورز، وأقيم في 29 سبتمبر 1974.
فاز بالمركز الأول فرانشيسكو موزر، وبالمركز الثاني Jean-Pierre Danguillaume ‏، وبالمركز الثالث إريك ليمان.

## الفائزون
| الترتيب | الفائز                    |
| ------- | ------------------------- |
| الفائز  | فرانشيسكو موزر            |
| الثاني  | Jean-Pierre Danguillaume ‏ |
| الثالث  | إريك ليمان                |